# Landschaftsschutzgebiet Hanggrünflächen innerhalb eines Seitensiepens zur Linnepe in Ortslage von Erfthagen
Das Landschaftsschutzgebiet Hanggrünflächen innerhalb eines Seitensiepens zur Linnepe in Ortslage von Erfthagen mit 2,5 ha Flächengröße lag im Stadtgebiet von Sundern und im Hochsauerlandkreis. Das Gebiet wurde 1993 mit dem Landschaftsplan Sundern durch den Kreistag des Hochsauerlandkreises als Landschaftsschutzgebiet (LSG) ausgewiesen. Es wurde als Landschaftsschutzgebiet vom Typ B, Ortsrandlagen, Landschaftscharakter ausgewiesen. Das LSG lag am Siedlungsrand von Sundern im Bereich Erfthagen und gehörte zum Naturpark Sauerland-Rothaargebirge.
Seit der Neuaufstellung des Landschaftsplanes Sundern im Jahr 2019 ist diese Fläche ohne Schutzausweisung.

## Beschreibung
Das LSG umfasst Grünland.

## Schutzzweck
Die Ausweisung erfolgte zur Sicherung und Erhaltung der natürlichen Erholungseignung und der Leistungsfähigkeit des Naturhaushaltes gegenüber den vielfältigen zivilisatorischen Ansprüchen an Natur und Landschaft. Das LSG dient der Ergänzung bzw. Pufferzonenfunktion der strenger geschützten Teile dieses Plangebietes durch den Schutz ihrer Umgebung vor Einwirkungen, die den herausragenden Wert dieser Naturschutzgebiete und Schutzobjekte mindern könnten und Sicherung der Kohärenz und Umsetzung des europäischen Schutzgebietssystems Natura 2000.

## Rechtliche Vorschriften
Wie in den anderen Landschaftsschutzgebieten vom Typ B im Stadtgebiet besteht im LSG ein Verbot, Bauwerke zu errichten. Vom Verbot ausgenommen sind Bauvorhaben für Gartenbaubetriebe, Land- und Forstwirtschaft. Die Untere Naturschutzbehörde kann Ausnahme-Genehmigungen für Bauten aller Art erteilen. Wie in den anderen Landschaftsschutzgebieten vom Typ B in Sundern besteht im LSG ein Verbot der Erstaufforstung und Weihnachtsbaum-, Schmuckreisig- und Baumschul-Kulturen anzulegen.